# Estadio Central (Gomel)
El Estadio Central (en bielorruso: стадыён Цэнтральны) es un estadio de fútbol en la ciudad de Gomel, Bielorrusia. Es el estadio del club FC Gomel de la Liga Premier de Bielorrusia, fue inaugurado en 2004 y tiene capacidad para 14 000 espectadores, reemplazando al antiguo estadio de la ciudad el Estadio Ferroviario.
El estadio construido entre 1999 y 2003 posee techo cubierto, iluminación artificial, calefacción y tablero marcador con pantalla Led. El recinto está habilitado por la UEFA para partidos de Liga de campeones y ha albergado juegos de la Selección de fútbol de Bielorrusia.
En 2015 albergó la final de la Copa de Bielorrusia.

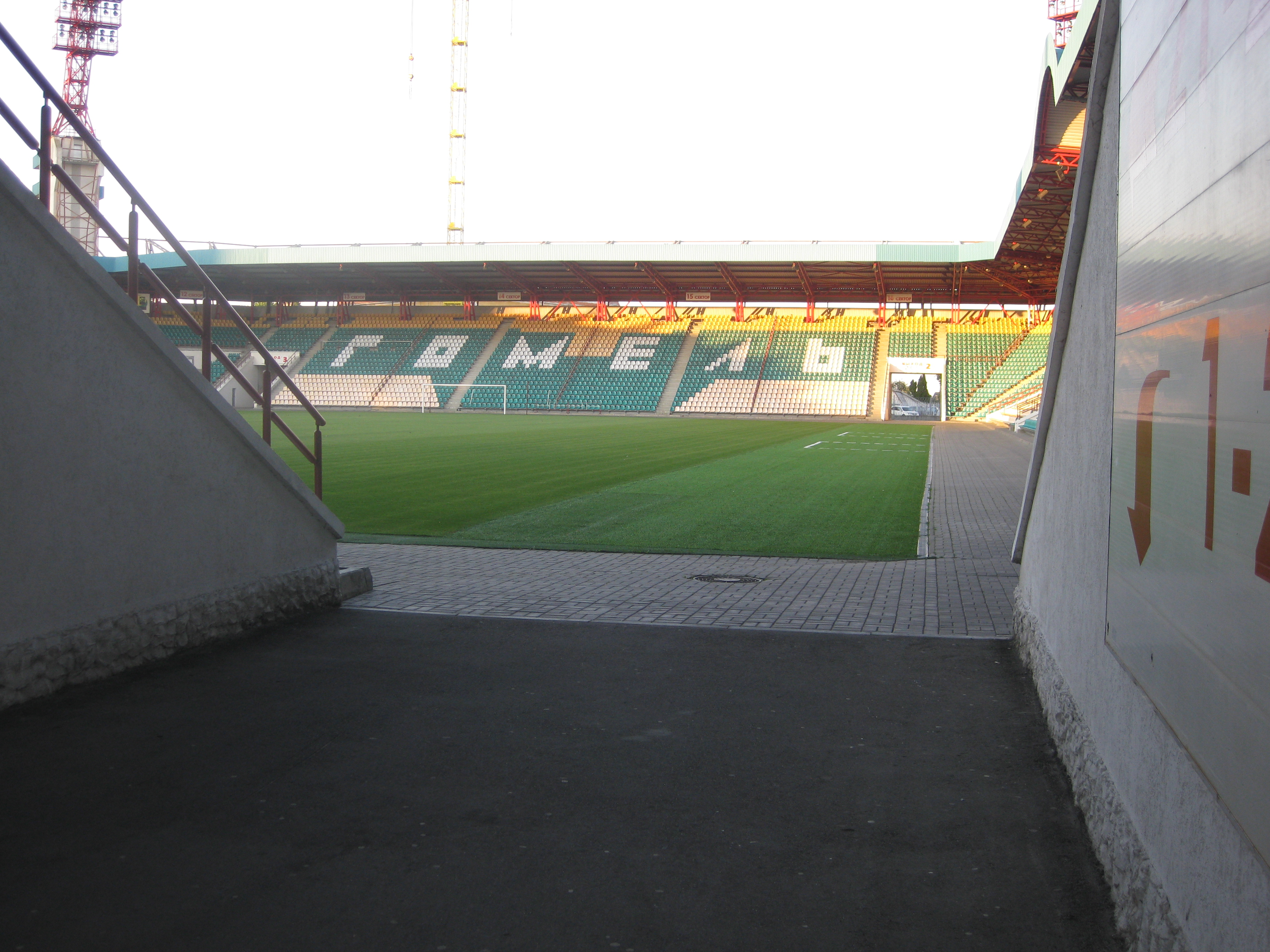